# راس هال
راس هال (انگلیسی: Ross Hull؛ زادهٔ ۲۵ اوت ۱۹۷۵) بازیگر و گزارشگر هواشناسی اهل کانادا است. وی از سال ۱۹۸۷ میلادی تاکنون مشغول فعالیت بوده‌است. وی دانش‌آموختهٔ دانشگاه متروپولیتن تورنتو است. او گی است.

## گزیدهٔ آثار
- آیا از تاریکی هراس دارید؟ (۲۰۰۰)
- به‌سوی جنوب (۱۹۹۷)